# Коптєва Галина Анатоліївна
Галина Анатоліївна Ко́птєва (нар. 4 квітня 1967, Миколаїв) — радянська та українська художниця-живописець; членкиня Національної спілки художників України з 2000 року.

## Життєпис
Народилася 4 квітня 1967 року в Миколаєві. Дочка художника Анатолія Коптєва, сестра Віктора Коптєва.
Закінчила Дніпропетровське художнє училище, де навчалася малюнку, живопису та композиції на відділені викладання креслення та малювання. У 1994 році закінчила Харківський художньо-промисловий інститут. За фахом — дизайнер. Викладачі з фаху: І. Остапенко, Т. Фурсова, І. Шмалько.
Керівниця миколаївського творчого об'єднання «Прибужжя» у 2002—2003 роках.

## Творчий доробок
Займається станковим живописом.
Учасниця обласних і всеукраїнських мистецьких виставок з 1990-х років. Створює картини на тему міфів та легенд народів світу у стилі трансавангард, на біблійну тематику.
Окремі роботи зберігаються у Миколаївському обласному художньому музеї імені В. В. Верещагіна, Миколаївській дитячій бібліотеці імені Ш. Кобера і В. Хоменко, приватних колекціях.

### Вибрані твори
- «Колесо часу», «Жінка зі змією» (обидва — 1990);
- «Перетворення» (1993);
- «День», «Ніч» (обидва — 1995);
- «Апі — володарка звірів» (1996);
- «Біле сонце», «Стихійна гармонія» (обидва — 1998);
- «Човен Ра», «Дотик» (обидва — 2000);
- «Чарівний дім Равлика», «Ритми маленького міста» (обидва — 2007);
- «Три янголи», «По дорозі до храму» (обидва — 2008);
- «Святе сімейство», «Ангели нового дня», «Твердь земна, твердь небесна» (усі — 2010).

### Виставки
- Всеукраїнська осіння художня виставка: «Ніч на Івана Купала» (1993)
- Всеукраїнська виставка «Чорнобиль — трагедія, подвиг, пам'ять»: «Чортів млин» (1996)
- Всеукраїнська виставка «Мальовнича Україна» (1997)
- Всеукраїнська виставка до 60-річчя Спілки художників: «Елегія», «Стихийна гармонія» (1998)
- Всеукраїнська виставка «185 років Т. Г. Шевченко»: «Біле сонце» (диптих, 1998)
- Всеукраїнська молодіжна виставка «Здрастуй, осінь»: «Желтая дорога», «Будда дождя», «Женщина со змеёй» (2000).